# Operació RIAN
RIAN és l'acrònim rus de Ракетно-Ядерное Нападение (transcrit Raketno-Iàdernoie Napadénie), que significa 'atac amb míssils nuclears' en rus. Es tracta d'una operació que es va dur a terme en la primera meitat de la dècada de 1980, per part del KGB per recollir informació sobre les suposades intencions de l'administració Reagan per llançar un atac nuclear contra l'URSS.

## Història
L'objectiu de l'Operació RIAN era reunir informació sobre el suposat pla - però inexistent- de l'administració Reagan per llançar un primer atac nuclear contra la Unió Soviètica. Aquesta pura invenció pura reflecteix la incapacitat recurrent del KGB a penetrar en l'esfera del poder del seu principal adversari, els Estats Units, i la seva atracció per la recurrent teoria de la conspiració. L'operació es va iniciar el maig de 1981 pel director del KGB, Iuri Andrópov
L'Operació RIAN va prendre una nova dimensió quan Andrópov va arribar al poder el 1982, especialment després de l'anunci del desplegament de míssils Pershing II a Alemanya Occidental. Aquests míssils havien estat dissenyats per ser llançats des de vehicles mòbils, de manera que els llocs de llançament eren molt difícils d'identificar. El temps de vol de míssils des d'Alemanya a Rússia era de només quatre a sis minuts i sis a vuit minuts a Moscou. Això deixava les autoritats soviètiques un temps de reacció de gairebé zero.
El 23 de març de 1983, Ronald Reagan va anunciar públicament el desenvolupament de la Iniciativa de Defensa Estratègica. Els dirigents soviètics van considerar que l'ús d'aquesta tecnologia faria els EUA invulnerables als atacs soviètics, i permetria als EUA de llançar míssils contra l'URSS sense por de represàlies. Aquest temor d'un atac per sorpresa va donar lloc a un sobtat programa de desenvolupament RIAN. L'ansietat va arribar al seu punt màxim durant la intercepció de Vol 007 de Korean Airlines i les maniobres Able Archer de l'OTAN.
L'escala de l'operació RIAN es va reduir el 1984 després de la mort dels seus principals partidaris, Iuri Andrópov i el seu ministre de Defensa Dmitri Ustínov.